# Кортунов, Алексей Кириллович
Алексе́й Кири́ллович Кортуно́в (28 марта 1907 года, г. Новочеркасск, Российская империя — 18 ноября 1973 года, г. Москва, РСФСР, СССР) — министр газовой промышленности СССР (1965—1972), министр строительства предприятий нефтяной и газовой промышленности СССР (1972—1973).
Участник Великой Отечественной войны, командир 629-го стрелкового полка (134-я стрелковая дивизия, 41-я армия Калининский фронт, позже 69-я армия, 1-й Белорусский фронт), полковник, Герой Советского Союза (1945).

## Биография
Родился в семье рабочего 28 марта 1907 года в г. Новочеркасске Ростовской области.
В 1931 году окончил Новочеркасский инженерно-мелиоративный институт. В 1933 году успешно завершил учёбу в аспирантуре Всесоюзного НИИ гидротехники и мелиорации в Москве. Его профессиональная биография началась в 1933 году с участия в возведении металлургического комбината «Азовсталь» в Мариуполе Украинской ССР, куда он был направлен по комсомольской путевке. Затем было строительство Центрального аэрогидродинамического института, где он в 1938 году стал офицером Красной Армии и начал службу инженером-механизатором, поднявшись до начальника строительства аэродромных комплексов.

### Герой Советского Союза
Сразу после начала Великой Отечественной войны подал рапорт о направлении в действующую армию, но ввиду отсутствия военного образования был направлен на Военно-инженерные курсы. С 1942 года — на фронте, начальник инженерной службы 134-й стрелковой дивизии, в марте 1943 года стал командиром полка.
Отличился в Белорусской наступательной операции. Командир 629-го стрелкового полка (134-я стрелковая дивизия, 69-я армия, 1-й Белорусский фронт) полковник Кортунов в ночь на 29 июля 1944 года в составе передового отряда на подручных средствах переправился через реку Висла. Не дожидаясь форсирования реки всем полком, он организовал наступление на населённый пункт Люцимя, в 18-и километрах юго-западнее польского города Пулавы, и захватил его. 29 июля 1944 года воины 629-го стрелкового полка отразили 11 контратак превосходящих сил противника и 2 августа 1944 года расширили занимаемый плацдарм. В этих боях полк под командованием Кортунова уничтожил свыше 1000 солдат противника, 6 танков, 7 штурмовых орудий, захватил 5 складов.
Указом Президиума Верховного Совета СССР от 24 марта 1945 года за умелое командование полком, образцовое выполнение боевых заданий командования и проявленные при этом геройство и мужество полковнику Кортунову Алексею Кирилловичу присвоено звание Героя Советского Союза с вручением ордена Ленина и медали «Золотая Звезда».
С июля 1945 года — начальник военного отдела Советской военной администрации земли Тюрингия в Германии. С сентября 1948 года полковник А. К. Кортунов — в запасе.

### Развитие нефтегазовой промышленности в СССР
С 1948 года и до последних дней жизни трудовая деятельность А. К. Кортунова была связана с нефтяной и газовой промышленностью:
- 1948—1950 — начальник Туймазинского территориального строительного управления Главнефтегазстроя при Совете министров СССР.
- 1950 — заместитель Министра нефтяной промышленности СССР по строительству.
- 1953 — начальник Главного управления по строительству в восточных районах страны (Главвостокнефтестрой).
- С декабря 1954 — начальник Главнефтепромстроя СССР.
- С февраля 1955 — заместитель Министра строительства предприятий нефтяной промышленности СССР, два месяца спустя — Министр строительства предприятий нефтяной промышленности СССР.
- С мая 1955 — Министр строительства предприятий нефтяной промышленности СССР.
- 1957 — назначен начальником Главного управления газовой промышленности при СМ СССР (одновременно с октября 1961 по март 1963 — Министр СССР). Участник проекта создания Единой системы газоснабжения.
- С марта 1963 — председатель Государственного производственного комитета по газовой промышленности СССР — Министр СССР.
- С октября 1965 — Министр газовой промышленности СССР.
- С сентября 1972 — Министр строительства предприятий нефтяной и газовой промышленности СССР.

Кандидат в члены ЦК КПСС в 1961—73 гг. Депутат Верховного Совета СССР 6—8 созывов.
Скончался 18 ноября 1973 года в Москве. Похоронен на Новодевичьем кладбище.

## Достижения
С деятельностью Алексея Кирилловича Кортунова (1957—1973) связан бурный рост газовой промышленности СССР.

### Индустриализация строительства газопроводов
В мае 1955 года Президиум Совета министров СССР признал неудовлетворительным развитие газификации: добыча газа планировалась в пределах 10 млрд кубометров, а газоснабжением было охвачено всего 8 % населения, тогда как в США добывалось 250 млрд кубометров и газ получили 62 % жителей. Через год, в августе 1956-го, Совет министров СССР создал Главгаз (Главное управление газовой промышленности при Совете министров СССР), чьим главным объектом стал сооружаемый методом скоростной стройки газопровод Ставрополь — Москва. Работами руководил А. К. Кортунов, который решил задачу организации поточно-скоростного строительства магистральных трубопроводов больших диаметров за счет механизации строительно-монтажных работ и применения индустриальных приемов сооружения переходов трубопровода через естественные и искусственные препятствия, нового метода устройства траншей роторными экскаваторами. Были также механизированы изоляционные работы в зимнее время, с применением битумно-резиновой изоляции. Таким образом было доказано, что строить магистральные трубопроводы можно круглогодично, а не сезонно.
Отрасль начала применять передовые технологии трубопроводного строительства и готовить для себя квалифицированные кадры в специально организованных учебных центрах. Были созданы крупные конструкторские бюро, разработавшие многие виды новой техники для сооружения газопроводов, проектные бюро по подготовке трасс и технической документации для строительства. Под руководством Кортунова в СССР была создана газотранспортная трубопроводная система протяженностью почти 100 тыс. км магистральных трубопроводов с рабочим давлением 16 атмосфер и диаметром 1420 мм, в том числе: Шебелинка — Москва, Ставрополь — Москва, Краснодарский край — Серпухов — Ленинград, Джаркак — Ташкент — Фрунзе — Алма-Ата, Карадаг — Тбилиси — Ереван, Бухара — Урал, Средняя Азия — Центр (4 нитки), СРТО — Торжок — Минск, Усть — Вилюй — Якутск и др.
Были введены в эксплуатацию компрессорные станции мощностью более 15 млн кВт и подземные хранилища газа. Таким образом была сформирована основная часть ЕСГ страны, способная бесперебойно обеспечивать внутренних потребителей газа и поставлять топливо на экспорт.

### Разработкатюменской нефти
Кортунов сыграл решающую роль в освоении Большой тюменской нефти, для чего он применил метод трубопроводной транспортировки с месторождений к нефтеперерабатывающим заводам. Спустя 10 лет после открытия газа в Берёзово, в 1963 году, он принял решение о строительстве трубопровода Березово — Игрим — Серов и об обустройстве Березовской группы газовых месторождений. Были успешно преодолены трудности, связанные со строительством трубопроводов через тайгу и болота.
Благодаря Кортунову страна поверила в потенциал тюменской нефти, когда был построен первый сибирский нефтепровод Шаим — Тюмень, доказавший эффективность затрат на разработку месторождений в труднодоступных регионах при наличии трубопроводного транспорта. Первая шаимская нефть пришла в Тюмень ночью 21 декабря 1965 года, а всего через 11 месяцев был досрочно выполнен годовой план по перекачке нефти по этой магистрали. С этого началось создание разветвленной системы магистральных нефтепроводов Западной Сибири.

### Газификация страны
Задачи газификации страны были определены Постановлением ЦК КПСС и Совета министров СССР от 15 августа 1958 года «О дальнейшем развитии газовой промышленности и газоснабжения предприятий и городов». Реализуя это постановление, по добыче газа Советский Союз догнал США, доведя её до 209 млрд м³ в начале IX пятилетки (1971—1975).
Разведанные промышленные запасы газа за 25 лет выросли до 25 трлн м³ с открытием крупных газовых месторождений: Шебелинка, Ставропольское (Краснодарский край), Карадагское, Газлинское, Шатлыкское, Оренбургское, Мессояхское, Усть-Вилюйское и др. Были введены в эксплуатацию первые промысловые установки на крупнейшем западносибирском месторождении Медвежье.
Доля газа в общесоюзном топливном балансе достигла 19,5 %, была разработана программа перекачки газа в районы страны, значительно удаленные от месторождений.

### Научно-проектировочный потенциал
В Главгазе СССР Кортунов сформировал мощную научную и проектную базы: 11 научных и проектных институтов: ВНИИГАЗ, ВНИИСТ, ВНИИподземгаз, Гипротрубопровод, Гипроспецгаз, Укргипрогаз, Востокгипрогаз, ЮжНИИгипрогаз, СКБ «Газстроймашина», Московский и Киевский экспериментально-механические заводы. Были также созданы новые научно-исследовательские организации — УкрНИИгаз (г. Харьков), СредазНИИгаз (г. Ташкент), СевкавНИИгаз (г. Ставрополь), ТюменНИИгипрогаз (г. Тюмень), ВНИИЭГазпром и СКБ «Газприборавтоматика» (г. Москва). Научно-исследовательские и проектные институты Главгаза были тесно интегрированы в отраслевую, академическую и вузовскую науку, обеспечивая также подготовку квалифицированного инженерно-технического персонала для отрасли.

## Память
- В 2003 году Российский Союз нефтегазостроителей учредил Золотую медаль имени А. К. Кортунова.
- Отмечалось 100-летие со дня рождения А. К. Кортунова[5].

## Награды и звания
- Герой Советского Союза (24 марта 1945 года).
- 4 ордена Ленина (24.03.1945, 02.04.1957, 01.07.1966, 25.08.1971),
- 2 ордена Красного Знамени (19.03.1943, 21.05.1945),
- орден Суворова 3-й степени (25.08.1944),
- орден Александра Невского (13.10.1943),
- медали СССР
- крест Храбрых (Польша, 1945)
- орден Труда (Чехословакия, 26.06.1967).